# Alfred Verdyck
Alfred Verdyck, né le 7 mai 1882 à Anvers en Belgique et mort le 30 juillet 1964 à Bruges en Belgique, est un footballeur international belge qui joue au poste de gardien de but.
Il défend les buts du Royal Antwerp FC avant la guerre 1914-1918.
Il dispute le trophée Evence-Coppée, premier match officiel de la Belgique et de la France, le 1er mai 1904 à Uccle.
Plus tard, il est le premier entraîneur connu du Great Old de 1919 à 1930. Il conduit les Anversois à leur premier titre de champion de Belgique en 1929.
En même temps que ses fonctions d'entraîneur, il assure également celles de Secrétaire général de l'URBSFA. Lors de son mandat, il organise le système des matricules pour les clubs de football belges, à partir de 1926.